# Coccinella saucerottii
Coccinella saucerottii är en skalbaggsart som beskrevs av Étienne Mulsant 1850. Coccinella saucerottii ingår i släktet Coccinella, och familjen nyckelpigor. Arten har ej påträffats i Sverige.